# Salween

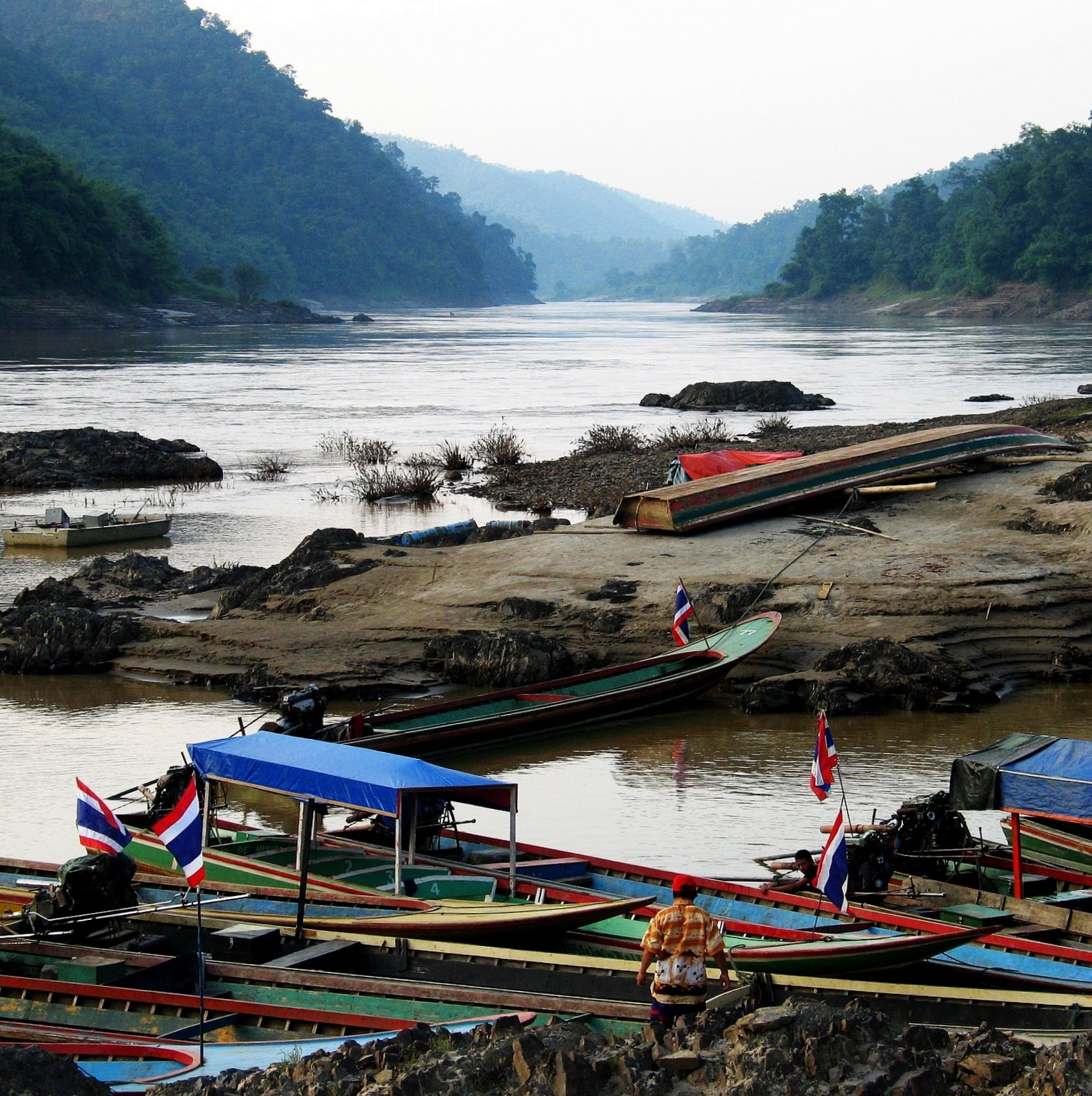
El Salween a la vora del poble thai de Mae Sam Laep a la frontera entre Myanmar i Tailàndia

El Salween (en birmà: Thanlwin, xan Nam Kong) és un important riu del sud-est asiàtic que neix al Tibet, passa per Yunnan a la Xina, i corre pels estats Shan, Karenni (Kayah), Karen (Kayin) i Mon de Myanmar, fins a desguassar a l'oceà Índic prop de Moulmein. Té una longitud de 2.400 km. és el segon riu més important de Birmània després de l'Irauadi i corre també de nord a sud. Després de passar per l'estat Karenni o Kayah, forma el límit entre l'estat Karen de Birmània i el territori de Tailàndia; després entra a la divisió de Bago (districte de Thaton) i rep al Yunzalin per l'oest, i el Gyaing i el Attaran per l'est, i desguassa al golf de Martaban.

## Geografia

### Curs del riu
El Salween neix a l'altiplà tibetà a uns 4.000 m sobre el nivell del mar a les muntanyes Tanggula, al nord de la serralada de l'Himàlaia, a la República Popular de la Xina a la Regió Autònoma del Tibet. A continuació, travessa la província de Yunnan, després entra a Myanmar, on rega els estats Shan i Kayah a l'est del país, més tard els estats Karen i Môn al llarg de la frontera amb Tailàndia. Després forma un delta (amb els rius Gyaing i Ataran) al mar d'Andaman —més exactament, el golf de Martaban— prop de la ciutat de Mawlamyaing després d'un recorregut de 2.400 km.
En la primera part del seu curs, el Salween discorre per estrets congostos (de vegades s'anomena "gran canó de la Xina"), en regions muntanyoses de difícil accés i que ofereixen un aspecte salvatge i pintoresc. A Birmània, el riu travessa una zona de turons alts i l'altiplà de Shan on la carretera de Birmània la creua a través del pont de Huiting.

### Hidrografia
La conca de Salween ocupa una superfície de 320.000 km², distribuïts desigualment entre la Xina (53 %), Birmània (42 %) i Tailàndia (5 %). Quatre zones climàtiques molt diferents comparteixen la conca molt allargada del riu. Neix a les altures tibetanes on predomina un clima de muntanya caracteritzat per una rigorosa aridesa, un fort fred hivernal i una important turbulència. A continuació, el Salween es troba amb la part sud del clima temperat a la part oriental del continent, abans d'entrar a la zona de clima tropical amb estacions de pluja marcades i acabar el seu curs en una zona banyada per un clima equatorial. Aquesta diversitat, combinada amb les fortes diferències d'altitud, dona lloc a una biodiversitat excepcional al llarg de la seva conca.
El Salween té molts afluents, com els rius Pang, Teng, Pion, Hka, Hsimsont, Moei i Pai.

## Geologia
El curs actual del Salween es va començar a formar fa uns 5 milions d'anys quan el subcontinent indi va xocar amb Àsia, donant lloc a l'elevació de les muntanyes de l'Himàlaia i l'altiplà tibetà. Abans de l'orogènia de l'Himàlaia, el que ara són els rius Irauadi superior, Salween, Mekong i Iang-Tsé pot haver desembocat al riu Roig, desembocant al mar de la Xina Meridional. El paisatge era muntanyós però no especialment accidentat, amb elevacions mitjanes de 1000 m o menys. A mesura que els continents van convergir, va sorgir un complex revolt de muntanyes, trencant el vermell ancestral en diferents sistemes de drenatge, amb el Iang-Tsé dirigint-se cap a l'est cap al Pacífic, i el Mekong i el Salween fluint cap al sud cap al que ara és el riu Chao Phraya de Tailàndia. Fa uns 1,5 milions d'anys, l'activitat volcànica va desviar el Salween cap a l'oest cap al mar d'Andaman, creant aproximadament el camí modern del riu.

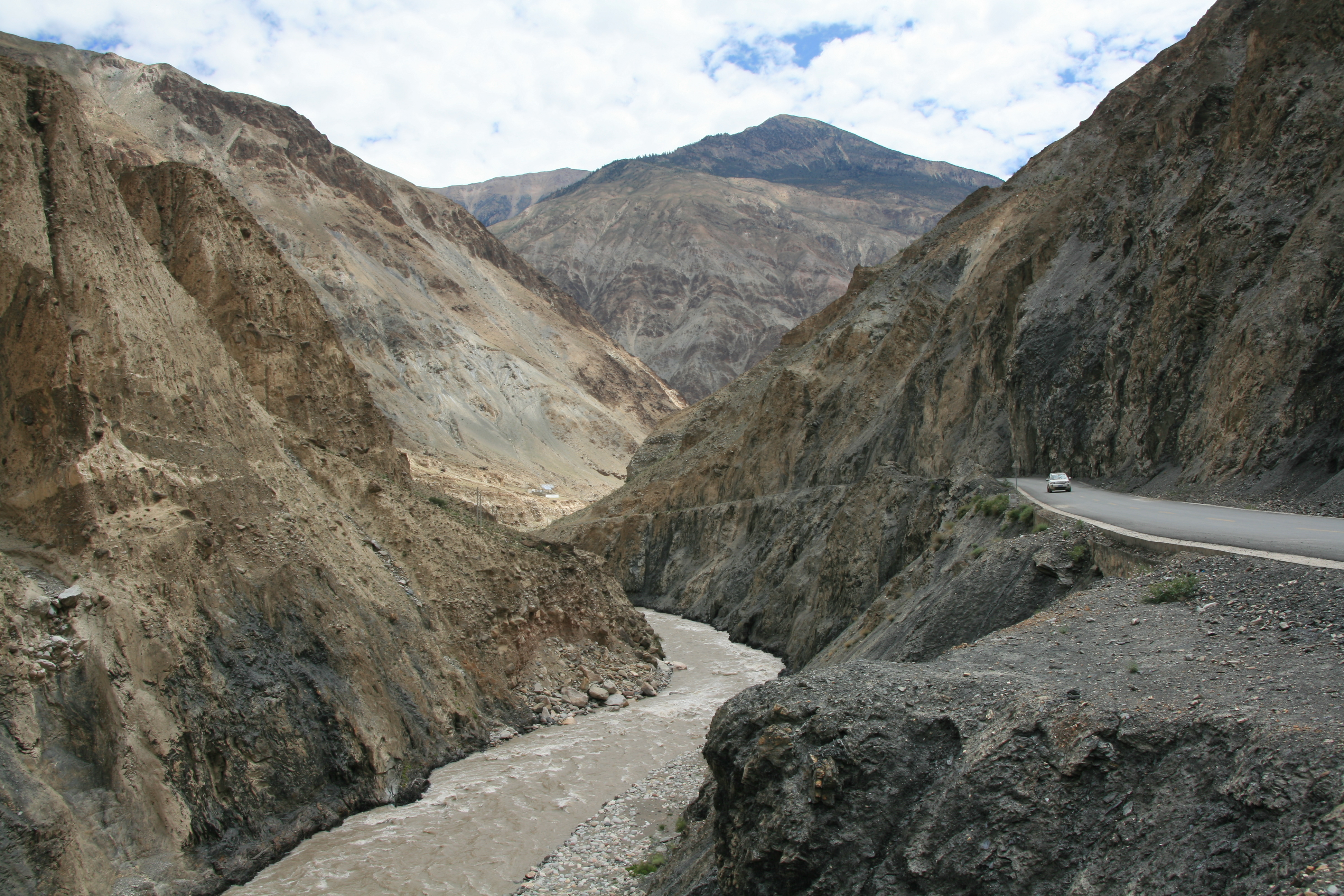
Riu Salween (Gyalmo Nagqu) al Tibet

Els cursos moderns paral·lels de l'alt Salween, Mekong i Iang-Tsé es troben on l'altiplà tibetà oriental creua les terres altes de l'Altiplà Yunnan-Guizhou. Les cadenes muntanyoses que separen aquests rius són terranes individuals (fragments d'escorça) que s'acrecionen per separat al continent asiàtic. A mesura que les muntanyes continuaven pujant, els rius s'incisien en el paisatge al llarg de zones de falles paral·leles, creant els profunds canyons actuals. La zona de falla de Nujiang s'estén per més de 600 km al llarg del riu a Yunnan.
La formació de l'Himàlaia va bloquejar el drenatge de l'altiplà tibetà cap al sud cap a l'oceà Índic, forçant el drenatge al nord de les muntanyes a l'est cap al riu Iangtze. Aquest riu que flueix a l'est, el predecessor del modern riu Yarlung Tsangpo, va ser capturat repetidament als drenatges al sud, trobant diverses rutes cap al mar a través dels rius Rojo, Mekong, Salween i Irauadi. El drenatge combinat Salween-Yarlung Tsangpo hauria estat molt més llarg que el modern Salween, s'estenia 1500 km a l'oest a través de l'altiplà tibetà. Finalment, el Yarlung Tsangpo va ser capturat pel riu Brahmaputra a l'Índia actual. El Salween podria haver tingut afluents addicionals per sobre de la seva font actual, però a causa de l'elevació de l'Himàlaia bloquejant la humitat de l'oceà Índic, aquests afluents es van assecar, deixant els nombrosos llacs terminals dispersos per Nagqu avui.
El Salween transporta entre 108 i 237 milions de tones de sediments a l'any. Uns 92 el percentatge de sediment es lliura a l'oceà durant la temporada dels monsons. El delta de Salween és físicament contigu amb els deltes Irauadi i Sittaung. El delta Irauadi–Sittaung–Salween és relativament estable, amb una línia de costa avançant una mitjana de 3,4 m per any entre 1925 i 2006. L'acumulació de sediments es compensa en gran manera per l'enfonsament i el transport pels corrents oceànics. Tanmateix, les preses proposades al llarg del Salween atraparien gran part del sediment amb possibles impactes perjudicials per a l'erosió costanera.

## Preses
El Salween només té dues preses, però un programa anunciat l'any 2003 en preveia tretze de noves. Aquest anunci va provocar una forta oposició dels cercles ambientalistes xinesos. Amb el suport de periodistes i científics especialitzats en medi ambient, Yu Xiaogang, que va fundar una associació ecologista per oposar-se a la construcció de noves preses, va aconseguir fins al 2009 impedir la construcció de noves preses al riu i reduir el nombre de les previstes de tretze a quatre. Però l'augment vertiginós de les necessitats energètiques de la Xina i els seus veïns -una bona part de l'electricitat produïda s'exportaria efectivament- fa que siguin gairebé inevitables. L'any 2010, hi havia 13 preses al llarg del Salween.

## Població i activitats
L'àrea reduïda de la conca fluvial, en comparació amb la seva longitud, s'explica pel caràcter muntanyós de la zona drenada, formada essencialment per valls estretes. Amb l'excepció dels darrers 160 quilòmetres del seu curs, el riu només és navegable en trams curts per petites embarcacions a causa de la presència de nombrosos ràpids. D'altra banda, practiquem la flotació de troncs de teca en bona part de la seva travessia per Birmània. Totes aquestes condicions detallen que la conca, a diferència de la dels seus homòlegs veïns, no sigui origen de grans assentaments, a excepció de la zona deltaica.
Entre les ciutats situades al Salween hi ha entre d'altres, de nord a sud:
- A la Xina: Liuku.
- A Birmània: Pa-An, Mottama i Mawlamyaing.

## Medi natural

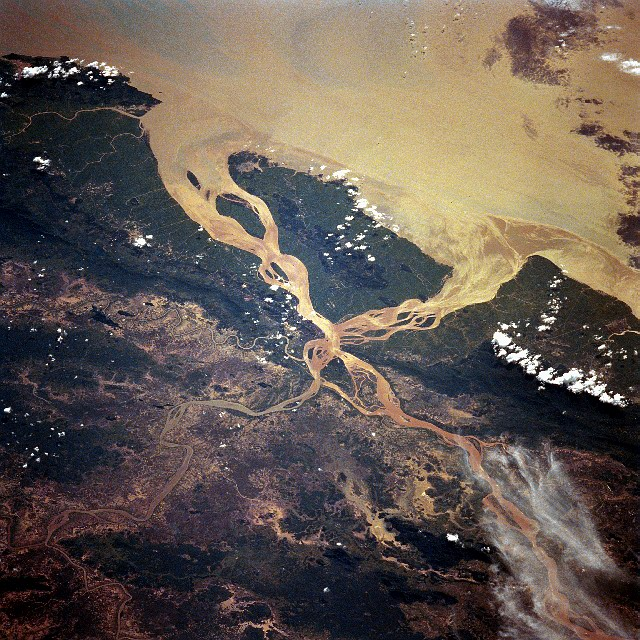
Imatge de satèl·lit del delta de Salween (octubre de 1994).

El curs del Sadween acull una important biodiversitat amb més de 7.000 espècies de plantes, 140 espècies de peixos (un terç de les quals són endèmiques). Els ciprínids són els més representats com la carpa o el barb roig, entre les espècies locals, trobem Hampala salweenensis i Hypsibarbus salweenensis. A la conca fluvial hi ha la diversitat més gran de tortugues d'aigua dolça del món, incloent-hi la tortuga serrada comuna (Cyclemys dentata), Heosemys grandis o platysternon megacephalum. La zona deltaica acull el cocodril siamès (Crocodylus siamensis) i la llúdriga menor asiàtica (aonyx cinerea).
Part del curs alt del Salween està catalogat com a patrimoni de la humanitat per la UNESCO des de l'any 2003 com a part de les «Tres àrees protegides de rius paral·lels» a Yunnan (es tracta del Iang-Tsé, el Mekong i el Salween). Aquesta vasta àrea de 17.000 km² està formada per vuit àrees protegides que formen part del Parc Nacional dels Tres Rius Paral·lels, situat al nord-oest muntanyós de la província de Yunnan.

## Afluents
Entre els afluents més importants cal esmentar:
- Moei (Tailàndia).
- Pai (Tailàndia).
- Gyaing (a Mawlamyine antiga Moulmein)
- Nam Pang (per l'oest)
- Nam Teng (per l'oest)
- Nam Pawn (per l'oest)
- Nam Ting (per l'est)
- Nam Hka (per l'est)
- Nam Hsim (per l'est)
- Yunzalin (per l'oest)
- Gyaing (per l'est)
- Attaran (per l'est)

## Història

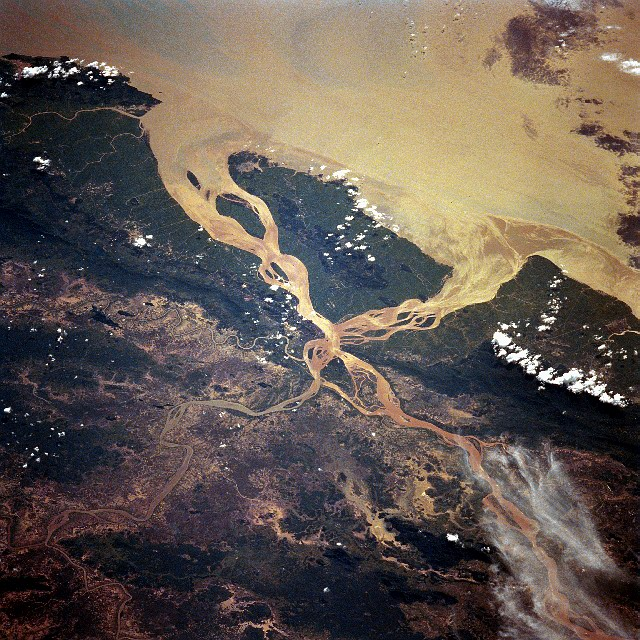
Vista aèria del delta de Salween (el nord és a la dreta). Aquesta zona ha estat la llar de la gent Mon durant almenys 5.000 anys.

La presència humana al llarg del riu Salween superior data de fa almenys 31.000-39.000 anys. Les proves arqueològiques inclouen eines de pedra i restes d'animals descobertes al llarg de la riba del riu a l'altiplà tibetà sud-est.
Els mon són alguns dels primers habitants de la conca de Salween dins de Birmània, migren cap al sud de la Xina al voltant del 3000 aC i s'instal·len al delta de Salween i a les zones costaneres adjacents. L'agricultura es va practicar per primera vegada a les conques de Salween i Irauadi al voltant del segle I aC. Els avantpassats dels karen van emigrar per la zona del riu Salween des de l'altiplà tibetà i el nord-oest de la Xina a partir de l'any 1000 aC. Els pobles tai, avantpassats dels shan, van començar a traslladar-se a la zona dels turons Shan del mig Salween des de Yunnan al voltant de l'any 1000 dC i van establir múltiples regnes independents, sovint coneguts com els Estats Shan.
El poble Nu, originari de l'altiplà tibetà, podria haver habitat les zones de Salween (Nu) i Mekong (Lancang) a la Xina moderna des del 2000 aC. El poble Wa, que avui habita parts de la conca de Salween a banda i banda de la frontera entre Xina i Birmània, va emigrar cap al sud al llarg del riu des del Tibet al voltant del 500–300 aC. El poble Lisu, també originari del Tibet, va arribar a Yunnan abans de l'any 1000 dC. Els registres xinesos comencen a esmentar Lisu al final de la dinastia Tang (618–907 dC). Els Lisu van habitar originàriament zones més a l'est de Yunnan, però al llarg dels segles van ser empès cap al nord i l'oest cap al Salween a mesura que més persones han es van establir a Yunnan.

### Expansió dels imperis
Martaban (ara Mottama ) al delta de Salween va ser un important port comercial a la Ruta de la Seda Marítima des del 200 aC. Al segle VI dC, el Regne de Thaton (un dels primers regnes Mon ) va governar el delta de Salween i les costes circumdants des de la capital de Thaton. Des del 738 al 902 dC, el regne de Nan Chao controlava Yunnan i parts del nord de Birmània, amb el Salween formant el seu límit sud-oest amb les ciutats-estat birmanes de Pyu. Tang un tenia diverses rutes comercials terrestres amb Birmània via Nanzhao, amb les quals es va aliar de vegades. Una ruta va començar des de Yinsheng (al voltant de l'actual Jingdong, Yunnan) i es va dirigir cap a l'oest i després cap al sud pel riu Salween, arribant a l'oceà Índic a Martaban. Un altre va travessar el Salween al voltant de l'actual Baoshan, dirigint-se cap a l'oest cap a l'Índia.
A la dècada de 1060, el rei Anawrahta va ampliar els límits del Regne Pagà (Primer Imperi Birmà) des dels seus orígens a la vall de l'Irauadi, conquerint Thaton i els altres regnes Mon al delta de Salween. A finals de l'any 1100, el rei Narapatisithu (Sithu II) va conquerir la majoria dels Estats Shan, estenent el domini birmà fins a la riba occidental del riu Salween des del delta fins al nord fins a Yunnan. Durant gairebé 500 anys, el Salween inferior va definir la frontera entre Birmània i el Regne d'Ayutthaya (Siam).
A finals del 1200, el Regne Pagà es va esfondrar després de les invasions de l'Imperi Mongol. Els mongols també havien conquerit el regne de Dalí (el successor de Nanzhao). El 1287 va sorgir el Regne Hanthawaddy als deltes de Salween i Irauadi. Martaban va ser la capital de Hanthawaddy entre 1287 i 1364.Al llarg del curs mitjà muntanyós del riu Salween, els antics estats vassalls Shan van recuperar la seva independència. A partir del 1380, la Xina Ming es va annexionar Yunnan i va conquerir uns quants dels estats de l'est de Shan. Entre 1436 i 1449, els exèrcits xinesos van travessar el Salween per dur a terme les campanyes Luchuan-Pingmian contra l'estat Shan de Mong Mao.Aquestes guerres van ser un fracàs costós per als Ming i van provocar aixecaments tribals que van fragmentar el poder xinès a la regió.
La dinastia Toungoo va sorgir a Birmània durant la dècada de 1500, conquerint gran part del sud-est asiàtic el 1565 per crear el Primer Imperi Toungoo (Segon Imperi Birmà). El rei Tabinshwehti va capturar i destruir Martaban el 1541. Sota el govern posterior de Bayinnaung, un exèrcit de 800.000 homes va travessar el Salween el 1548 i va envair Siam. Aquesta va ser la primera vegada que el domini birmà s'havia estès a l'est del riu Salween. Posteriorment, Bayinnaung es va traslladar al nord amunt del Salween, subjugant tots els estats independents Shan el 1557. Aquestes victòries es van permetre en part per l'adquisició d'armes de foc dels comerciants holandesos i portuguesos que van arribar per primera vegada a aquestes costes cap al 1511. Els mercenaris europeus també van lluitar en algunes d'aquestes batalles. A Martaban els portuguesos van establir un lloc comercial, un dels primers assentaments europeus de la zona.

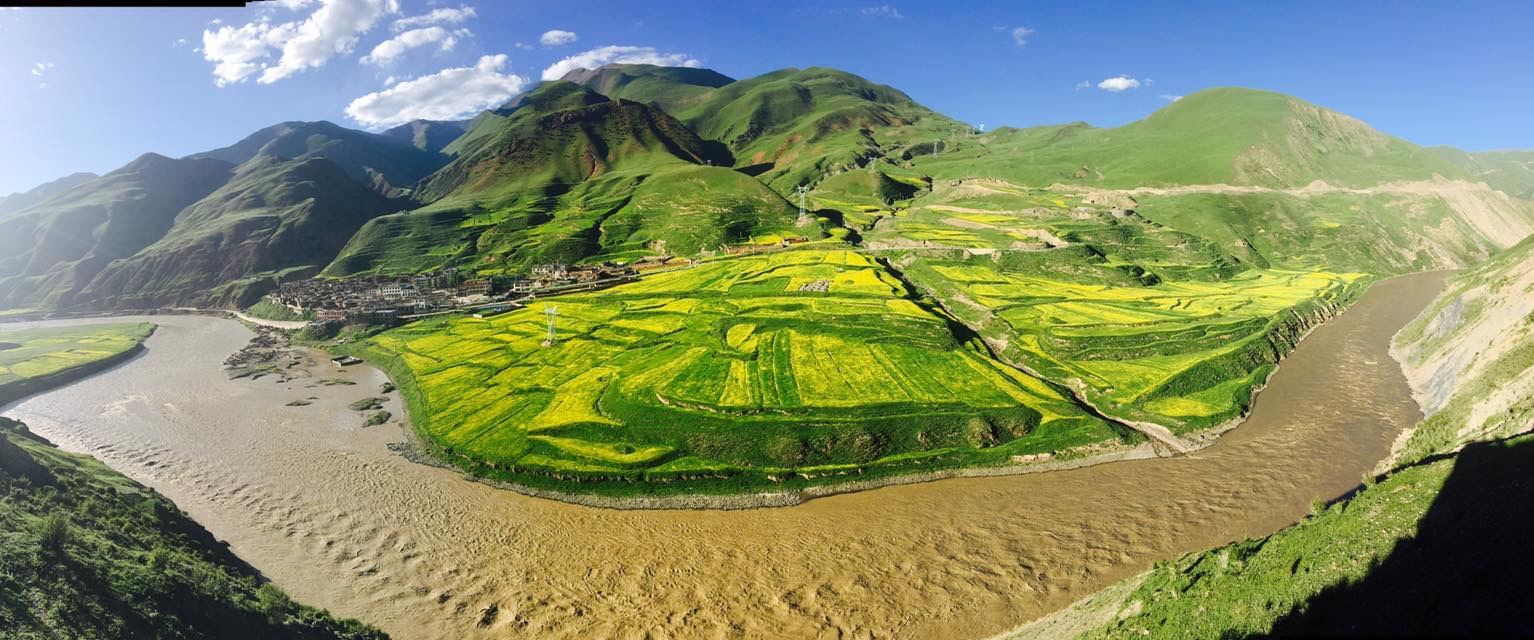
Salween (Nagqu) al comtat de Biru, Tibet

A la dècada de 1640, els últims anys de la dinastia Ming, el geògraf Xu Xiake va explorar el país del riu Salween i va determinar que els rius superiors Salween, Mekong i Red (abans es creia que formaven part del mateix sistema fluvial) de fet estaven separats. Després de l'ascens de la dinastia Qing, la Xina va entrar en un nou període d'expansió occidental. El 1717 el Kanat de Jungària va conquerir el Tibet i la Xina va intentar expulsar-los de la regió. El 1718 els Qing van enviar un exèrcit però no van aconseguir arribar al Tibet, arribant només fins al riu Salween on van ser derrotats per les tropes jungars a la batalla del riu Salween. En resposta, els Qing van enviar una força més gran al Tibet el 1720, expulsant els jungars i establint el domini Qing del Tibet.
Quan els Qing van empènyer a Yunnan, els indígenes Lisu van ser conduïts més a l'oest, i finalment es van establir al llarg del Salween a la prefectura de Nujiang i als voltants. Tot i que la Xina s'havia anat expandint a la zona des de l'època Ming, la major afluència de colons va ser al voltant de 1700 a 1850. Al mateix temps, el Tibet estava expandint la seva influència a l'oest de Yunnan. Els partits tibetans van assaltar la vall de Salween i van fer esclaus de les poblacions indígenes Nu i Derung, que no estaven ben organitzades políticament i no podien oferir molta resistència. D'altra banda, els Lisu van resistir ferotgement els esforços per fer esclaus i terres.
A la dècada de 1590, Siam havia capturat la costa de Tenasserim i el delta de Salween es va convertir de nou en la frontera amb Birmània. Durant més de cent anys aquesta va romandre una zona en disputa, canviant de mans diverses vegades entre birmans i siamesos. El domini birmà va tornar al delta de Salween a la dècada de 1750 amb l'expansió de la dinastia Konbaung. A partir de 1759, Martaban va servir com a punt de llançament per a diverses invasions de Siam, que van provocar el col·lapse del Regne d'Ayutthaya. Els birmans no van poder mantenir un control durador sobre els territoris a l'est del riu, encara que Birmània va recuperar la costa de Tenasserim de Siam en un tractat de 1793.

### Domini britànic i Segona Guerra Mundial

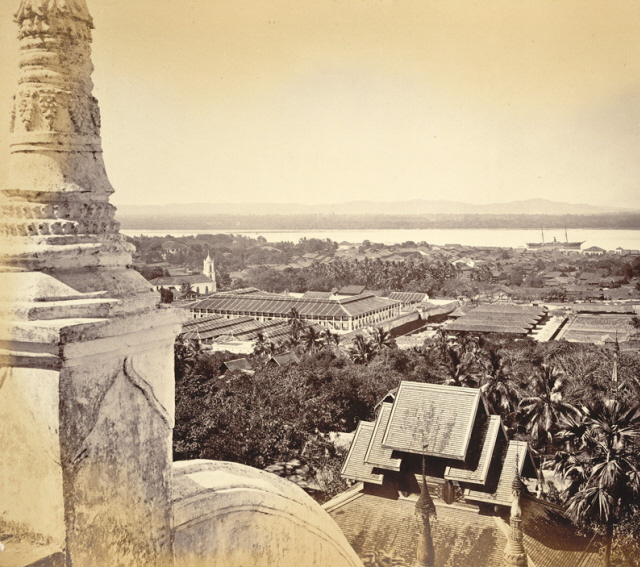
Moulmein durant el domini britànic, al voltant de 1870. Vista del riu Salween a la llunyania.

Després de la Primera Guerra Anglo-birmana el 1824, la dinastia Konbaung va cedir zones costaneres de Birmània a l'Imperi Britànic, inclosa tota la costa de Tenasserim al sud del riu Salween. A causa de la seva ubicació estratègica, Mawlamyine (anglicitzada com Moulmein) va servir com a capital de la Birmània britànica des de 1826 fins a 1852 i com a porta d'entrada per al comerç terrestre a Yunnan. Es va convertir en el centre d'una lucrativa indústria de la fusta, especialment de la teca. Els troncs van ser flotats pel riu Salween per trobar-se amb vaixells oceànics al port de Mawlamyine. Els boscos de la conca baixa de Salween es van talar àmpliament fins a la dècada de 1890. Els mapes britànics contemporanis van etiquetar el riu com Salween, una anglicització del nom birmà Thanlwin.
A principis del segle xx, encara hi havia una gran incertesa sobre les veritables fonts del riu i fins a quin punt a l'oest s'estenia fins a l'Himàlaia; alguns creien que la part superior del riu Brahmaputra (el Yarlung Tsangpo ) podria ser la veritable font de l'Irauadi, Salween o Mekong. El 1935-36, el geògraf britànic Ronald Kaulback va caminar el llarg del riu Salween des de Birmània fins a l'est del Tibet, produint uns quants dels primers mapes complets del curs del riu. Kaulback suposadament va trobar petjades gegants a la neu mentre intentava localitzar la font del Salween. El seu informe va ser un dels diversos que van popularitzar el mite del Yeti a Europa durant la dècada de 1930.

Les tropes xineses lluiten contra els japonesos al llarg del riu Salween a Birmània, 1944

Durant la Segona Guerra Mundial, l'Imperi japonès va envair Birmània, començant a Mawlamyine el gener de 1942. L'exèrcit japonès, que comptava amb 18.000 contra 7.000 defensors britànics, va capturar ràpidament Mawlamyine, forçant els britànics a retirar-se a través del Salween fins a Martaban. Del 10 a l'11 de febrer, els japonesos van travessar el Salween i els britànics van fugir, sense estar preparats per a un setge. Els japonesos van bloquejar la carretera de Birmània construïda el 1938 durant la Segona Guerra sino-japonesa, obligant als britànics a transportar subministraments militars a la Xina per aire a través de l'Himàlaia oriental. L'exèrcit aliat en retirada (principalment xinès) va aturar l'avanç japonès al riu Salween el 5 de maig de 1942. Després de volar tots els ponts que travessaven el riu, els xinesos van prendre posicions defensives a la riba est al llarg d'uns 160 km, moment en què els combats van arribar a un punt mort.
De 1944 a 1945, les forces aliades van llançar la campanya de Salween per recuperar Birmània i reobrir la carretera de Birmània. Durant l'ofensiva inicial de l'11 de maig de 1944, uns 40.000 soldats de la Força Expedicionària Xina (CEF), liderats pel general estatunidenc Joseph Stilwell i assistits per les forces aèries de l'exèrcit estatunidenc, van travessar el Salween amb basses de goma i van atacar la posició japonesa a l'oest del riu. Uns 17.000–19.000 xinesos i 15.000 japonesos van morir en la batalla resultant, de la qual els xinesos van sortir victoriosos. En els dies següents, tropes addicionals de la CEF van travessar el riu portant el total a 100.000, abans d'empènyer cap a l'oest cap a territori controlat pels japonesos. La campanya de Salween va concloure el 20 de gener de 1945 amb la caiguda de Wanding. L'agost de 1945, els aliats havien recuperat Birmània als japonesos.

### 1948-present
El 1948, Birmània va declarar la independència de l'Imperi Britànic. Poc després, les minories ètniques de la regió del riu Salween, com ara Kachin, Karen, Mon i Shan, van buscar la independència, i els conflictes armats entre aquests grups i l'exèrcit birmà continuen fins als nostres dies. La Unió Nacional Karen i l'Organització de Defensa Nacional Mon van prendre el control de la vall baixa del riu Salween, incloent Mawlamyine i Thaton, el setembre de 1948. No obstant això, aviat van ser expulsats, provocant quatre anys de lluita confusa. El 1952, es va crear un nou estat Karen (l'actual estat de Kayin), amb la capital a Hpa-An al Salween a 50 km al nord de Mawlamyine, però la insurrecció va continuar.
L'any 1950 les tropes nacionalistes xineses van envair l'estat Shan després de ser derrotades pels comunistes a la Guerra Civil xinesa, amb l'objectiu de crear un estat independent des del qual recuperar la Xina continental. Amb l'ajuda de les forces nord-americanes, els xinesos van intentar diverses vegades ocupar el costat oest del riu Salween, però van ser rebutjats per l'exèrcit birmà. Tot i que la campanya del KMT no va tenir èxit, moltes persones d'ascendència xinesa continuen vivint a la zona a l'est del riu. Aquests esdeveniments van contribuir a la inestabilitat política a l'estat de Shan. El 1958 s'havien establert diverses insurreccions a l'est de l'estat Shan, inclosa una dirigida pel Partit Comunista de Birmània (CPB, o Comunistes de Bandera Blanca) exiliat. Aquesta zona, que forma part del Triangle d'Or, es va convertir en un centre de producció il·legal d'opi durant la dècada de 1960. El tràfic d'opi continua sent una font important de finançament per als insurgents
A la dècada de 1970, els governs birmà i tailandès van començar a planificar preses hidroelèctriques al riu Salween, en gran part dins de les zones de majoria Shan i Karen. A partir de 1979, l' Autoritat de generació d'electricitat de Tailàndia va dur a terme estudis de viabilitat per a l'energia hidroelèctrica i desviacions de reg al riu. Els plans de desenvolupament de Salween van agafar impuls el 1988, quan l' SPDC va prendre el poder a Birmània i va buscar el desenvolupament econòmic transfronterer amb Tailàndia i la Xina. Aquell mateix any, el primer ministre tailandès Chatichai Choonhavan va presentar una visió econòmica per a la regió fronterera de Salween: d'un camp de batalla a un mercat.
A més dels ingressos de la producció d'electricitat, l'SPDC va veure la construcció de preses com part d'una estratègia per eliminar els grups ètnics armats de la zona. En els anys següents, la junta militar va intensificar els seus atacs a la regió, destruint pobles i forçant més de 500.000 refugiats shan, kachin i karen a fugir del país, la majoria a Tailàndia. El Salween crea una formidable barrera per als refugiats, a causa del seu ampli corrent ràpid, i només hi ha petites embarcacions de fusta disponibles per travessar-la. Uns 150.000 refugiats estan allotjats en campaments oficials a Tailàndia, mentre que centenars de milers més viuen en campaments il·legals.
El Parc Nacional Salawin de Tailàndia es va establir el 1994. Abans d'això, milers de refugiats ja s'havien instal·lat a aquesta zona i al santuari de vida salvatge de Salawin adjacent, i més s'hi van traslladar durant els anys següents. El govern tailandès ha fet alguns esforços per eliminar-los, però a causa de la gran mida del parc, l'aplicació ha estat difícil. L'any 1997 es va descobrir un escàndol en què els troncs tallats al costat tailandès del riu van ser flotats a través del riu fins a Birmània, segellats exportats de Birmània i tornats a flotar cap al costat tailandès, on els funcionaris van inspeccionar la fusta importada i van aprovar la seva venda. Els refugiats als campaments dins dels parcs van ser implicats en l'escàndol i obligats a traslladar-se. No obstant això, els observadors dels desnonaments forçats han afirmat que el desallotjament dels habitants de Thai-Karen de les reserves forestals no es fa per protegir els boscos sinó perquè les activitats de tala [il·legal] puguin continuar sense obstacles i amb menys testimonis.
Després del final del domini militar el 2011, el govern birmà va signar acords d'alto el foc amb 14 milícies ètniques.{{|url=, Dennis D.}}</ref> No obstant això, les protestes seguides d'un conflicte armat aviat van tornar a esclatar al voltant dels llocs de les preses proposades, especialment a la presa de Mong Ton ( presa de Tasang ) a l'estat de Shan i la presa de Hatgyi a l'estat de Karen. Els residents al llarg del riu Salween afirmen que les preses no aportarien beneficis econòmics localment, ja que la major part de l'electricitat s'exportaria a l'estranger, mentre que les seves cases i terres tradicionals s'inundarien amb poca o cap compensació.
| « | Els líders de les minories ètniques i els activistes dels drets humans diuen que un patró que anomenen "embalsament a punta de pistola" s'ha repetit a tot l'est de Myanmar: els llocs de presa proposats són despoblats per la força per l'exèrcit sense compensació i la regió es militaritza mitjançant l'ampliació dels campaments de l'exèrcit, les pistes d'helicòpters, carreteres d'accés i altres equipaments. | » |

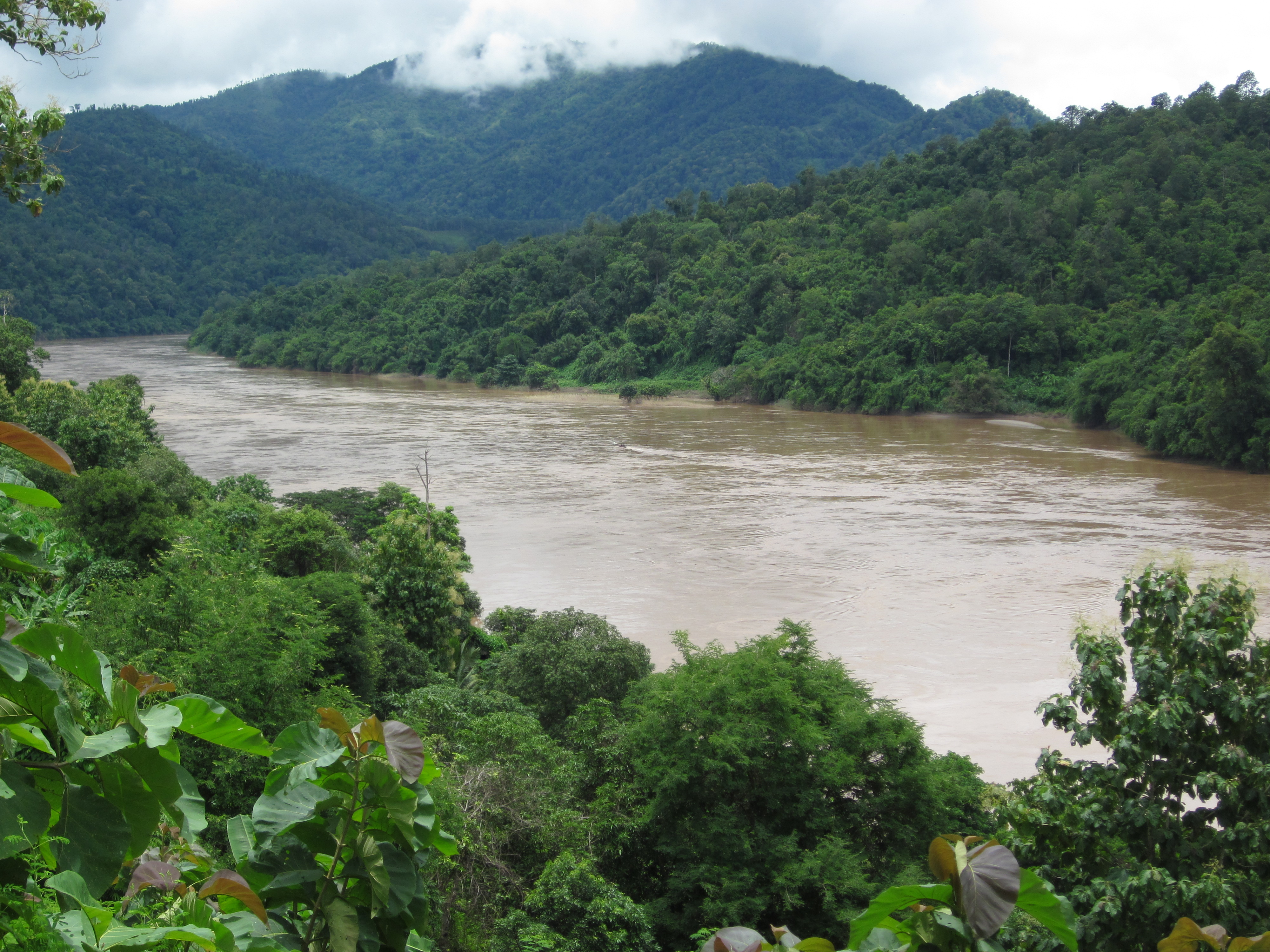
Salween a la frontera de Birmània i Tailàndia

Les organitzacions locals, inclosa la Xarxa d'Acció Social i Ambiental Karen (KESAN), han impulsat l'establiment d'un Parc de la Pau de Salween que gestioni els recursos naturals del riu de manera sostenible a través de boscos comunitaris, santuaris de vida salvatge, conservació de la pesca i terres indígenes protegides. El parc ocuparia més de 5000 km² al llarg del riu Salween i els seus afluents a Birmània. La proposta es va inaugurar el desembre de 2018.